# Произведение Хартри
Произведение Хартри — волновая функция, являющаяся произведением волновых функций каждой из частиц, входящих в рассматриваемую систему в отдельности.
Произведение Хартри подразумевает, что отдельные частицы не взаимодействуют и действует как несимметризованный Слэтеровский детерминант в методе Хартри — Фока.
Для трёх частиц,
{\displaystyle \Psi (\mathbf {x} _{1},\mathbf {x} _{2},\mathbf {x} _{3})=\chi _{1}(\mathbf {x} _{1})\chi _{2}(\mathbf {x} _{2})\chi _{3}(\mathbf {x} _{3}).}
Для фермионов такое описание не подходит, потому что результирующая волновая функция не является антисимметричной. Антисимметричная волновая функция может быть математически описана Слэтеровским детерминантом.